# Зияев, Рахим
Рахим Зияев — советский хозяйственный и государственный деятель, лауреат Государственной премии СССР за выдающиеся достижения в труде.

## Биография
Родился в 1934 году в Ташкенте. Член КПСС.
В 1954—1957 годах — военнослужащий Советской армии.
В 1957—1991 годах — строитель-монтажник, бригадир комплексной бригады строительного управления № 39 строительного треста № 153 Главташкентстроя.
Участник восстановления Ташкента после землетрясения 1966 года.
За большой личный вклад в повышение эффективности строительных работ был в составе коллектива удостоен Государственной премии СССР за выдающиеся достижения в труде 1983 года.
Жил в Ташкенте.

## Награды
- Орден Трудового Красного Знамени (трижды)